# Sergej Oedaltsov

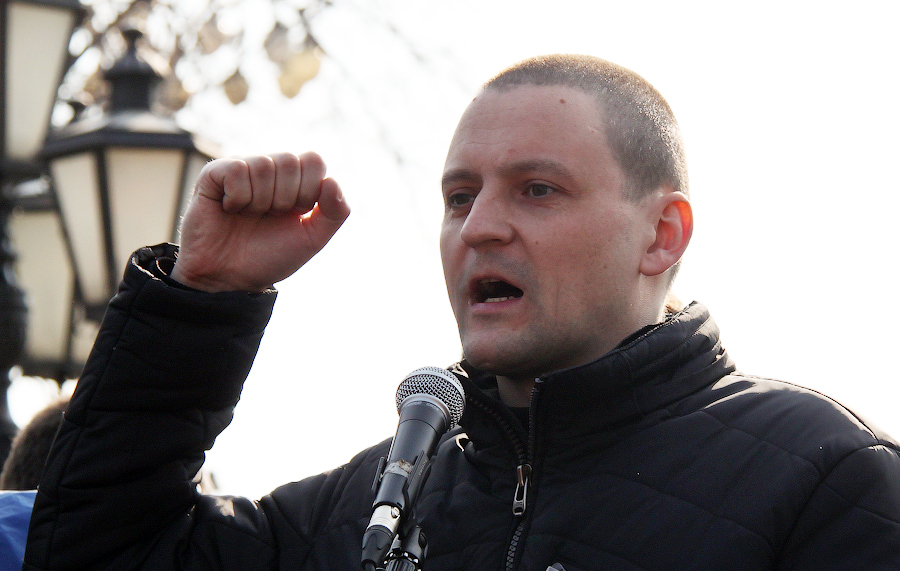
Sergej Oedaltsov in 2011

Sergej Stanislavovitsj Oedaltsov (Russisch: Сергей Станиславович Удальцов) (Moskou, 16 februari 1977) is een Russische politiek activist.

## December 2011: arrestatie
Op 4 december 2011, de dag van de Russische parlementsverkiezingen, werd Oedaltsov gearresteerd in Moskou voor zogenaamd "verzet tegen ambtenarenaanbevelingen om de weg over te steken op de juiste plaats" en hij werd vastgehouden gedurende vijf dagen. Nadat de vijf dagen er op zaten werd Oedaltsov onmiddellijk opnieuw gearresteerd en kreeg een 15-daagse straf voor naar verluidt het eerder verlaten van het ziekenhuis zonder toestemming toen hij er werd behandeld in een vorige, andere periode van detentie in oktober. Een twintigtal agenten kwamen hem ophalen, samen met in burger medewerkers van de FSB.
Oedaltsov werd gevangen gehouden in dezelfde gevangenis als een andere activist, blogger Aleksej Navalny. Oedaltsov was in hongerstaking gegaan om te protesteren tegen de omstandigheden.
In december noemde Amnesty International hem als een gewetensgevangene en riep op tot zijn onmiddellijke vrijlating.
Oedaltsov heeft sinds november 2010 in totaal 86 dagen in detentie gezeten.

## Persoonlijk leven
Sergei is getrouwd met Anastasia Oedaltsova. Samen hebben ze twee zonen.